# Z모델러

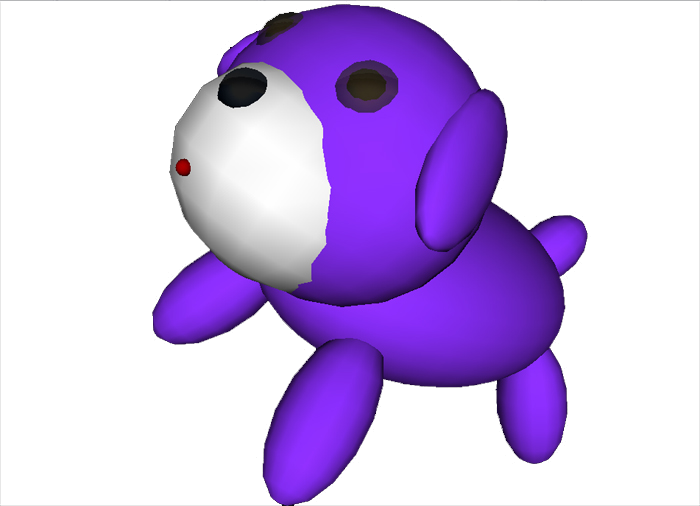
보라색 강아지 모델. Z모델러 1.07로 만든 다음 렌더링하였다.

Z모델러(ZModeler, Zanoza Modeler)는 올레그 멜라셴코가 개발한 3차원 모델링 애플리케이션이다. 《유로 트럭 시뮬레이터》, 《UL 트럭 시뮬레이터》, 《18 휠즈 오브 스틸》, 《그랜드 테프트 오토》, 《니드 포 스피드》, 《미드타운 매드니스》, 또 이와 비슷한 컴퓨터 게임들을 위한 차량과 기타 물체를 모델링하는 모델러이다.

## 포맷
Z모델러의 파일 포맷은 "*.Z3D"이다. Z모델러2의 파일 포맷은 ZModeler 1x 시리즈의 파일 포맷과는 다르다. Z모델러2는 Z모델러1 파일들을 열 수 있으나, Z모델러1은 Z모델러2의 파일들을 열 수 없다. 두 포맷 모두 동일한 파일 확장자를 가지고 있다. 이들은 모두 미지원 데이터를 저장할 수 있다. Z모델러 2.2.4 이후로 Z3D 파일들은 텍스처 저장 기능이 있지만 이 기능은 수동으로 활성화해서 사용해야 한다. 구 버전의 경우 텍스처는 비트맵, PNG 등의 지원 파일로 별도 저장하여야 한다.

## 최소 시스템 요구사항
Z모델러는 20MB의 하드 디스크 여유 공간만 필요로 하는 상대적으로 가벼운 프로그램이다. CPU와 RAM의 요구사항은 씬의 복잡도에 따라 달라지며, 그래픽 카드가 가장 중요한 요인이다. Direct3D 하드웨어 T&L 지원을 지원하는 그래픽카드를 모두 지원한다. 소프트웨어 렌더링도 지원하지만 렌더링 오류가 발생할 수 있다.